# Anacis tucumana
Anacis tucumana är en stekelart som beskrevs av Porter 1973. Anacis tucumana ingår i släktet Anacis och familjen brokparasitsteklar. Inga underarter finns listade i Catalogue of Life.